# Bražec (Náchod)
Bražec (německy  Braschetz) je část okresního města Náchod. Nachází se na jihu Náchoda. V roce 2009 zde bylo evidováno 126 adres. V roce 2001 zde trvale žilo 230 obyvatel.
Bražec je také název katastrálního území o rozloze 2,24 km².

## Fotogalerie

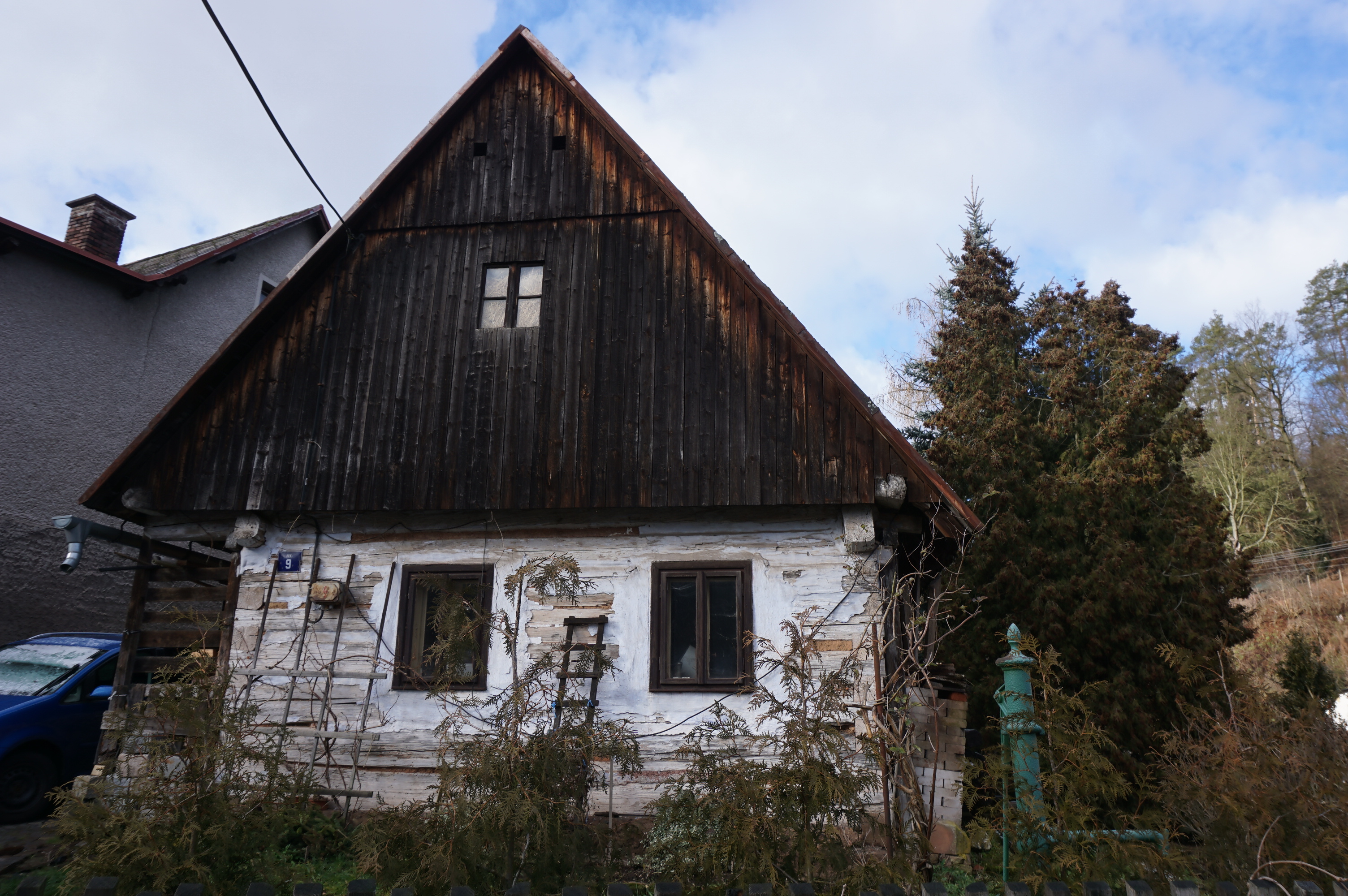
chalupa čp. 9
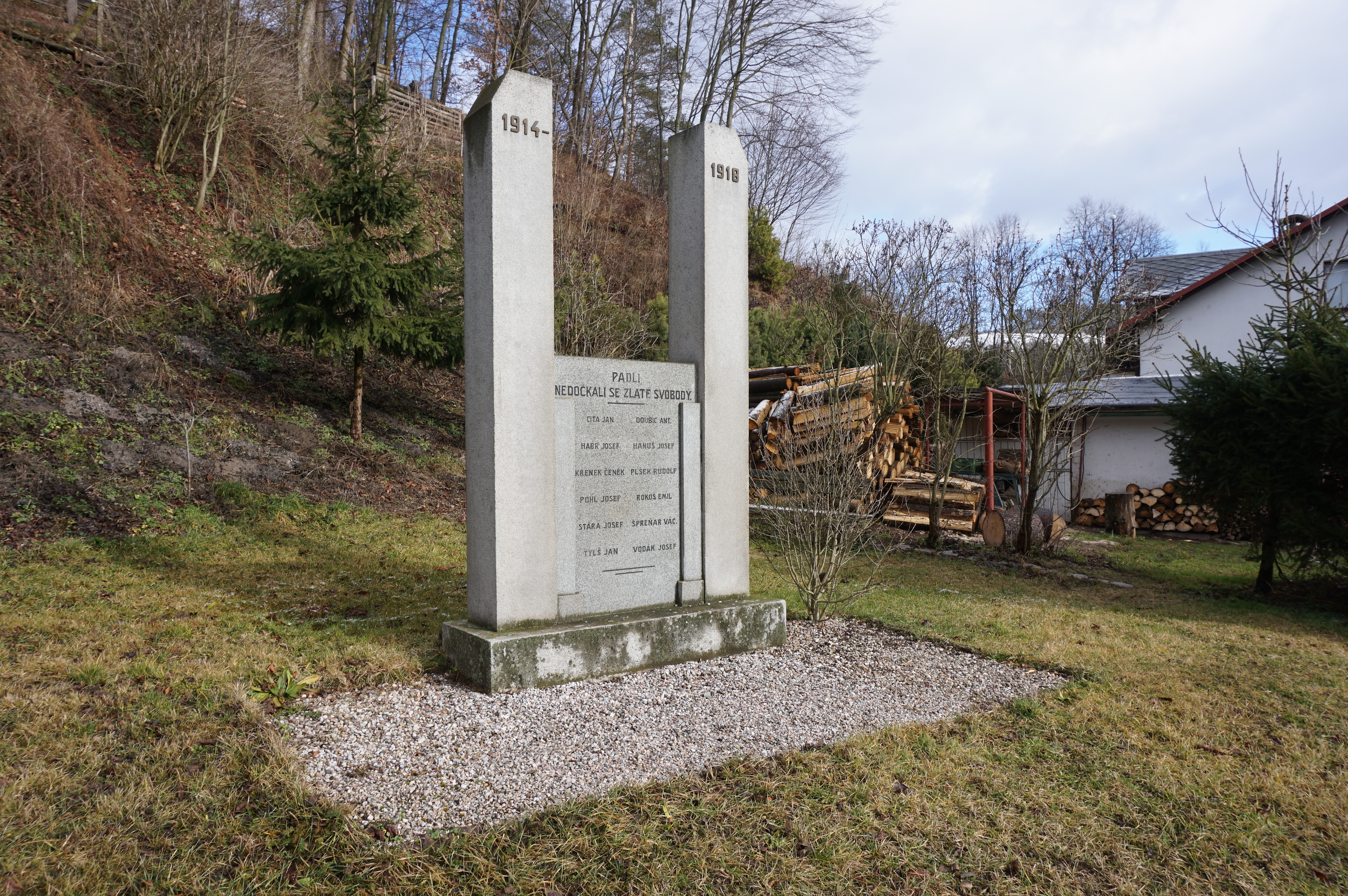
pomník padlým ve II. světové válce
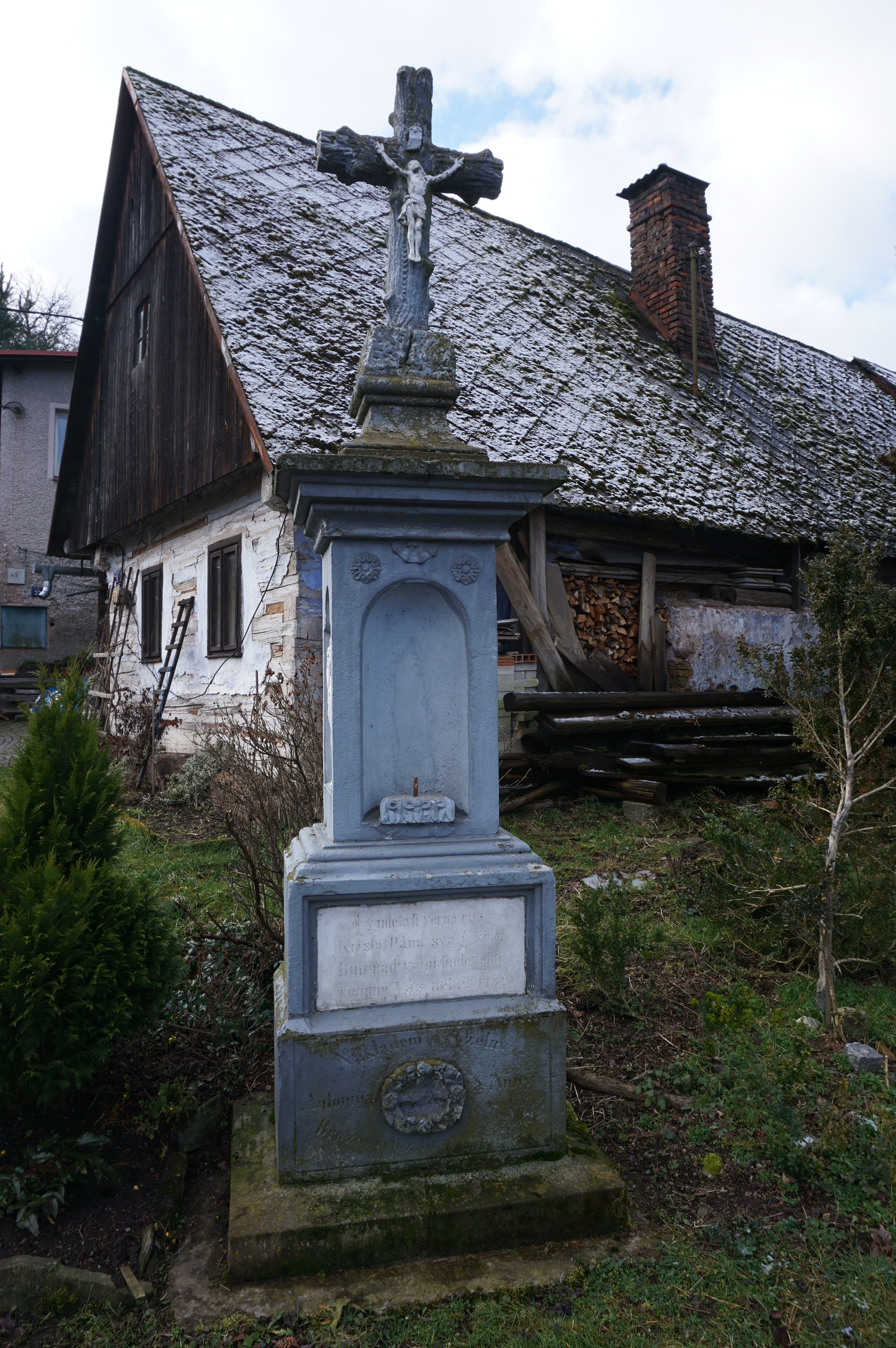
kříž v Novoměstské ulici před čp. 9
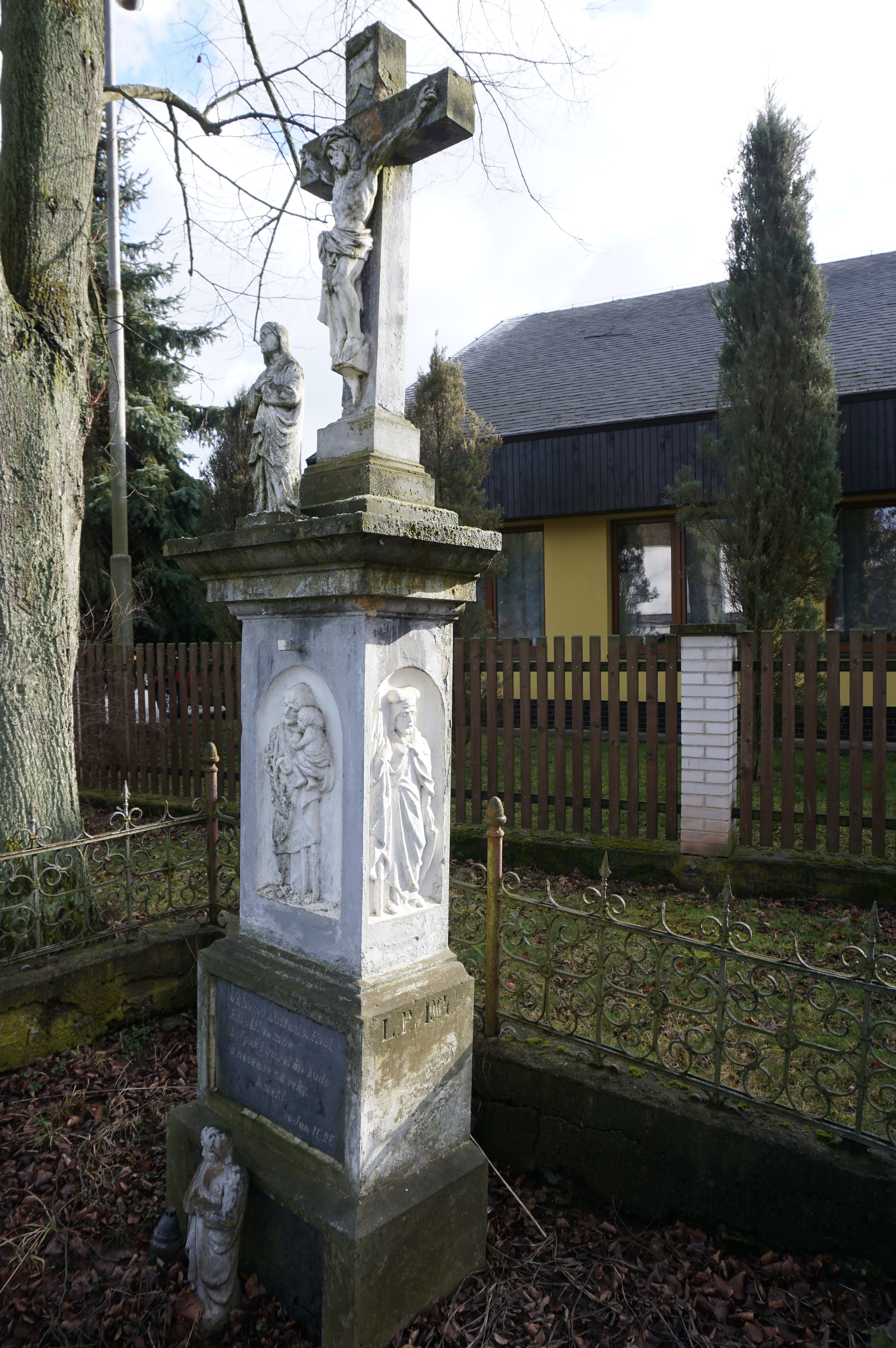
kříž v ulici V Náměrkách před čp. 109
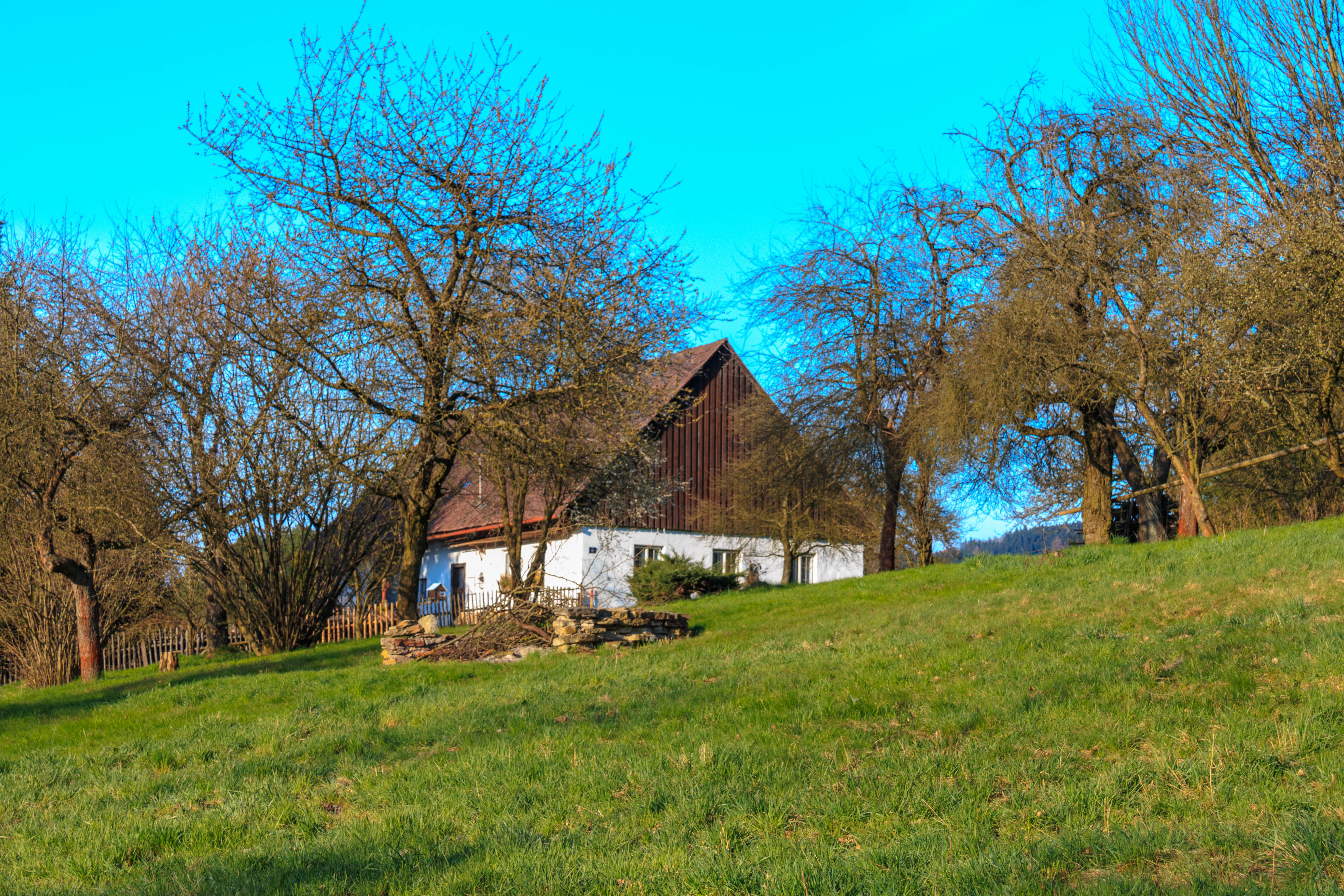
chalupa čp. 19